# Rogoźnica (gromada)
Rogoźnica – dawna gromada, czyli najmniejsza jednostka podziału terytorialnego Polskiej Rzeczypospolitej Ludowej w latach 1954–1972.
Gromady, z gromadzkimi radami narodowymi (GRN) jako organami władzy najniższego stopnia na wsi, funkcjonowały od reformy reorganizującej administrację wiejską przeprowadzonej jesienią 1954 do momentu ich zniesienia z dniem 1 stycznia 1973, tym samym wypierając organizację gminną w latach 1954–1972.
Gromadę Rogoźnica z siedzibą GRN w Rogoźnicy utworzono – jako jedną z 8759 gromad na obszarze Polski – w powiecie radzyńskim w woj. lubelskim na mocy uchwały nr 15 WRN w Lublinie z dnia 5 października 1954. W skład jednostki weszły obszary dotychczasowych gromad Rogoźnica wieś, Rogoźnica kol., Koszeliki, Zasiadki i Manie ze zniesionej gminy Tłuściec, obszar dotychczasowej gromady Rogoźniczka ze zniesionej gminy Żerocin oraz obszar dotychczasowej gromady Rudniki ze zniesionej gminy Zahajki w powiecie radzyńskim, a także obszar dotychczasowej gromady Zawadki ze zniesionej gminy Swory w powiecie bialskim w tymże województwie. Dla gromady ustalono 21 członków gromadzkiej rady narodowej.
Gromada przetrwała do końca 1972 roku, czyli do kolejnej reformy gminnej.